# Sonnenfinsternis vom 4. Dezember 2002
Die totale Sonnenfinsternis vom 4. Dezember 2002 war die zweite totale Sonnenfinsternis im dritten Jahrtausend. Sie fand nahezu ausschließlich auf der Südhalbkugel statt und war von ganz Europa unbeobachtbar.

## Verlauf
Die Finsternis begann im Atlantik knapp südlich des Äquators. An der Westküste Afrikas, in Angola, kreuzte der Schattenpfad der Finsternis von 2002 den der vorausgehenden totalen Sonnenfinsternis vom 21. Juni 2001. Etwas südlich der Hafenstadt Sumbe konnten so in einem Zeitraum von weniger als zwei Jahren zwei totale Sonnenfinsternisse beobachtet werden.
Im weiteren Verlauf streifte der Pfad des Kernschattens der Finsternis von 2002 Sambia, Namibia, Botswana, Simbabwe, Südafrika und durchquerte Mosambik, bevor er den afrikanischen Kontinent verließ. Nach Überquerung des Indischen Ozeans erreichte der Kernschatten während der Abendstunden den Süden Australiens und verließ über Australien die Erde.
Das Maximum der Finsternis fand mitten im Indischen Ozean statt, die Dauer der totalen Phase betrug dort 2 Minuten und 4 Sekunden, der Kernschatten war maximal 87 Kilometer breit.